# Andwil SG
| SG ist das Kürzel für den Kanton St. Gallen in der Schweiz. Es wird verwendet, um Verwechslungen mit anderen Einträgen des Namens Andwil zu vermeiden. |

Andwil SG ist eine politische Gemeinde im Kanton St. Gallen. Sie befindet sich im Wahlkreis St. Gallen. Andwil liegt nördlich von Gossau SG. Zur Gemeinde gehören neben dem gleichnamigen Dorf die Weiler Oberarnegg, Fronackeren und Hinterberg sowie das Andwilermoos.

## Geschichte

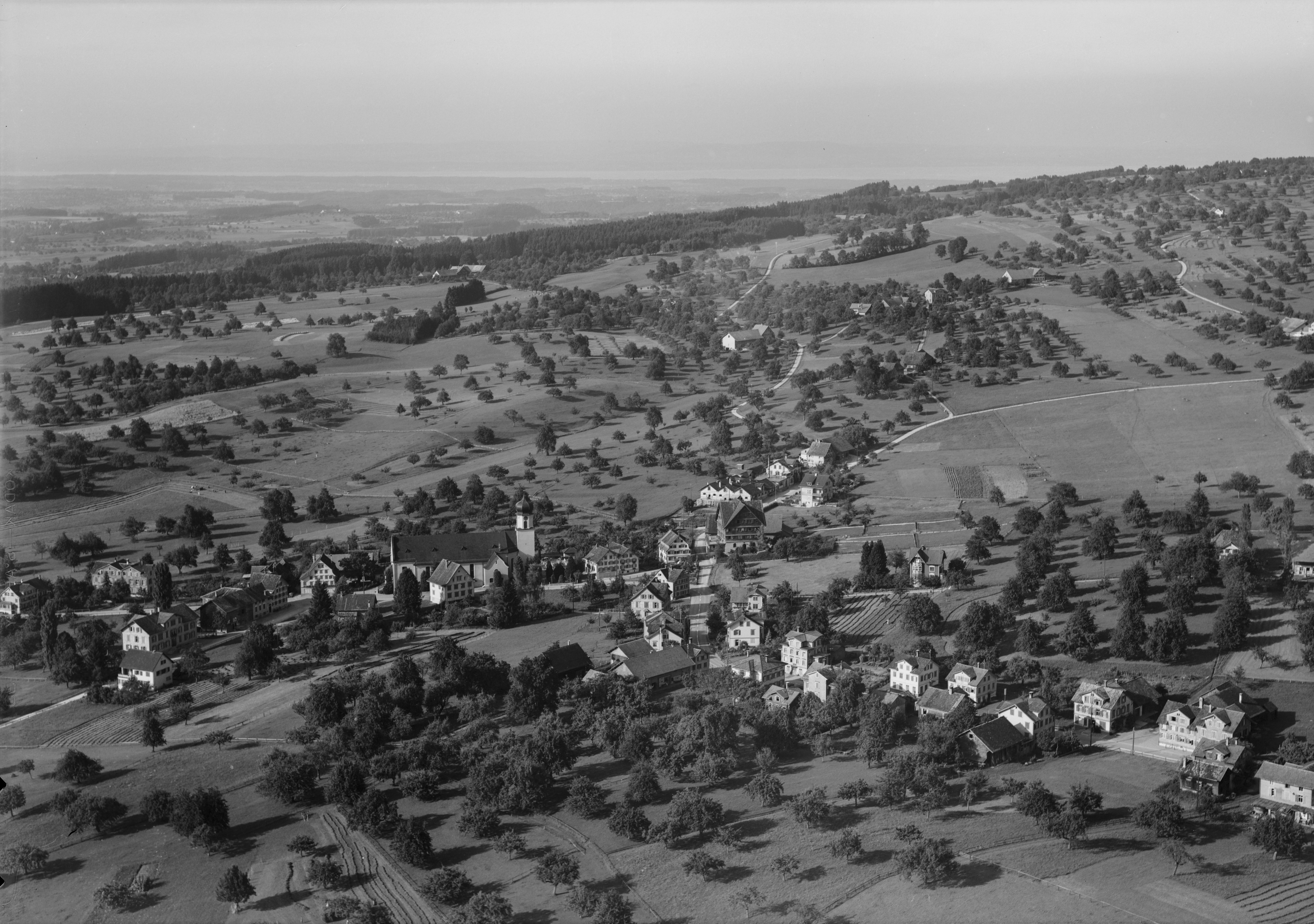
Historisches Luftbild, aufgenommen von Werner Friedli (1954)

Die urkundlich belegte Geschichte von Andwil beginnt zu Beginn des 13. Jahrhunderts. 1470 wurde Andwil samt Vogtei an das Heilig-Geist-Spital in St. Gallen verkauft. Als Straffolge des Rorschacher Klosterbruches wurde Andwil 1490 eidgenössisch, aber daraufhin dem Abt verkauft; Andwil war jetzt endgültig äbtisch.
Aus den klobigen Steinen der Burgruine Andwil wurden 1732 die Pfarrkirche und das Kreuzfirst-Riegelhaus «Hirschen» gebaut. Im gleichen Jahr wird auch die Schule Andwil erstmals urkundlich erwähnt.
Der 21. Juni 1803 gilt als Geburtstag der politischen Gemeinde Andwil.
Das Wappen von Andwil zeigt einen roten Hirsch auf weissem Grund. 

## Bevölkerung
| Jahr      | 1850 | 1900 | 1950 | 1980 | 2000 | 2010  | 2019  | 2022 |
| Einwohner | 571  | 795  | 810  | 1225 | 1557 | 1872  | 1999  | 2115 |
| Quelle    |      |      |      |      |      | [ 5 ] | [ 5 ] |      |

## Sehenswürdigkeiten

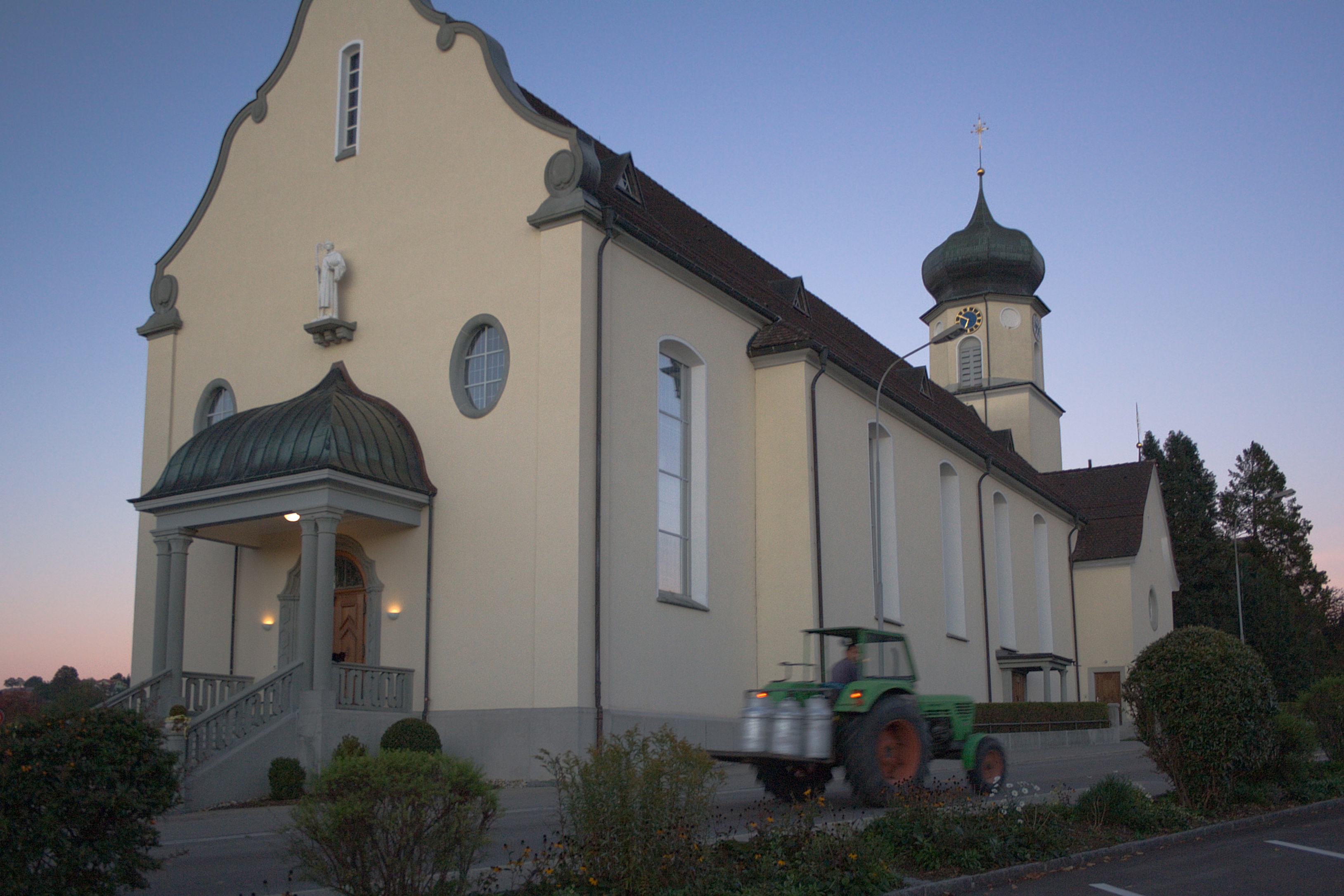
Dorfkirche Andwil
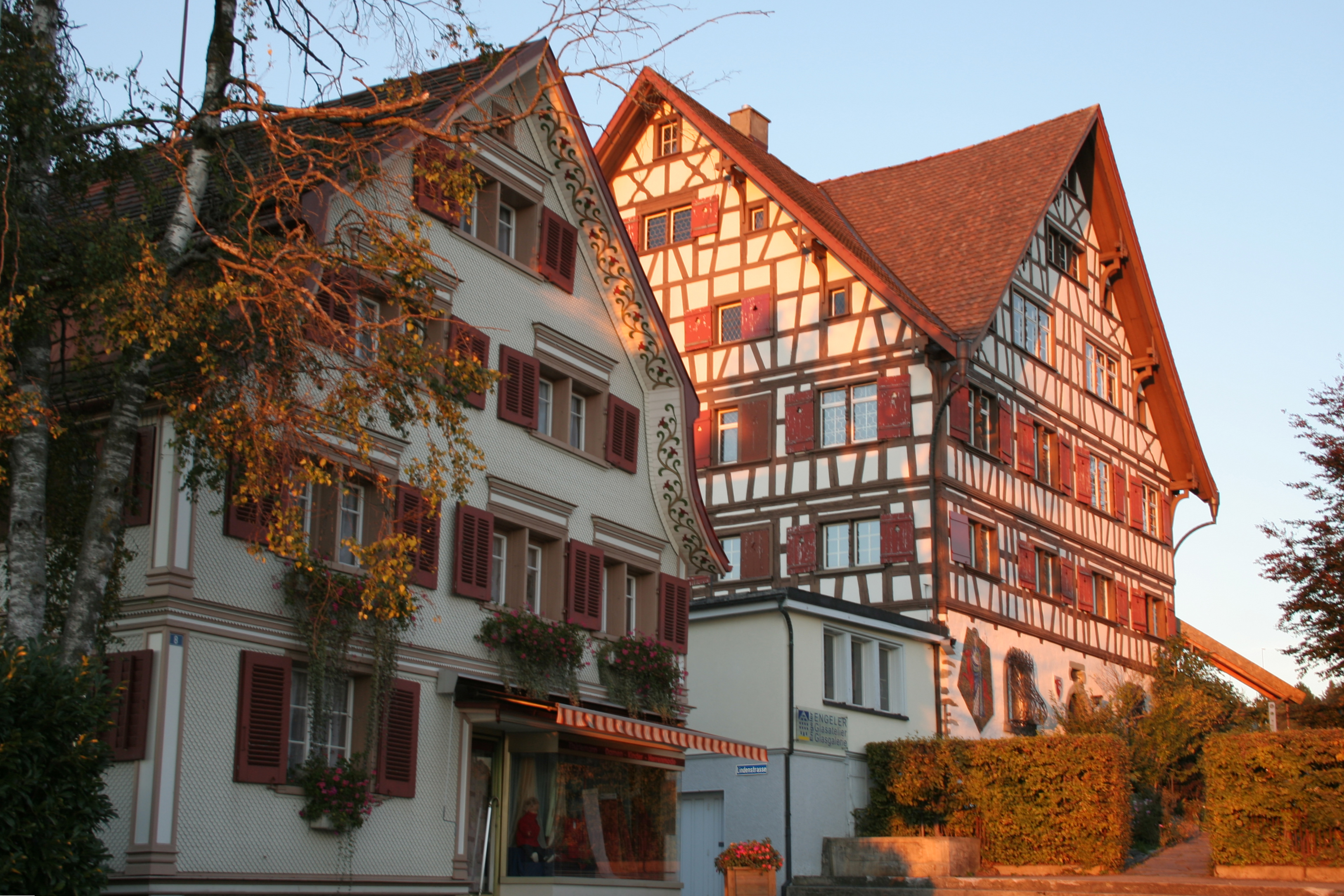
Riegelhäuser im Zentrum von Andwil
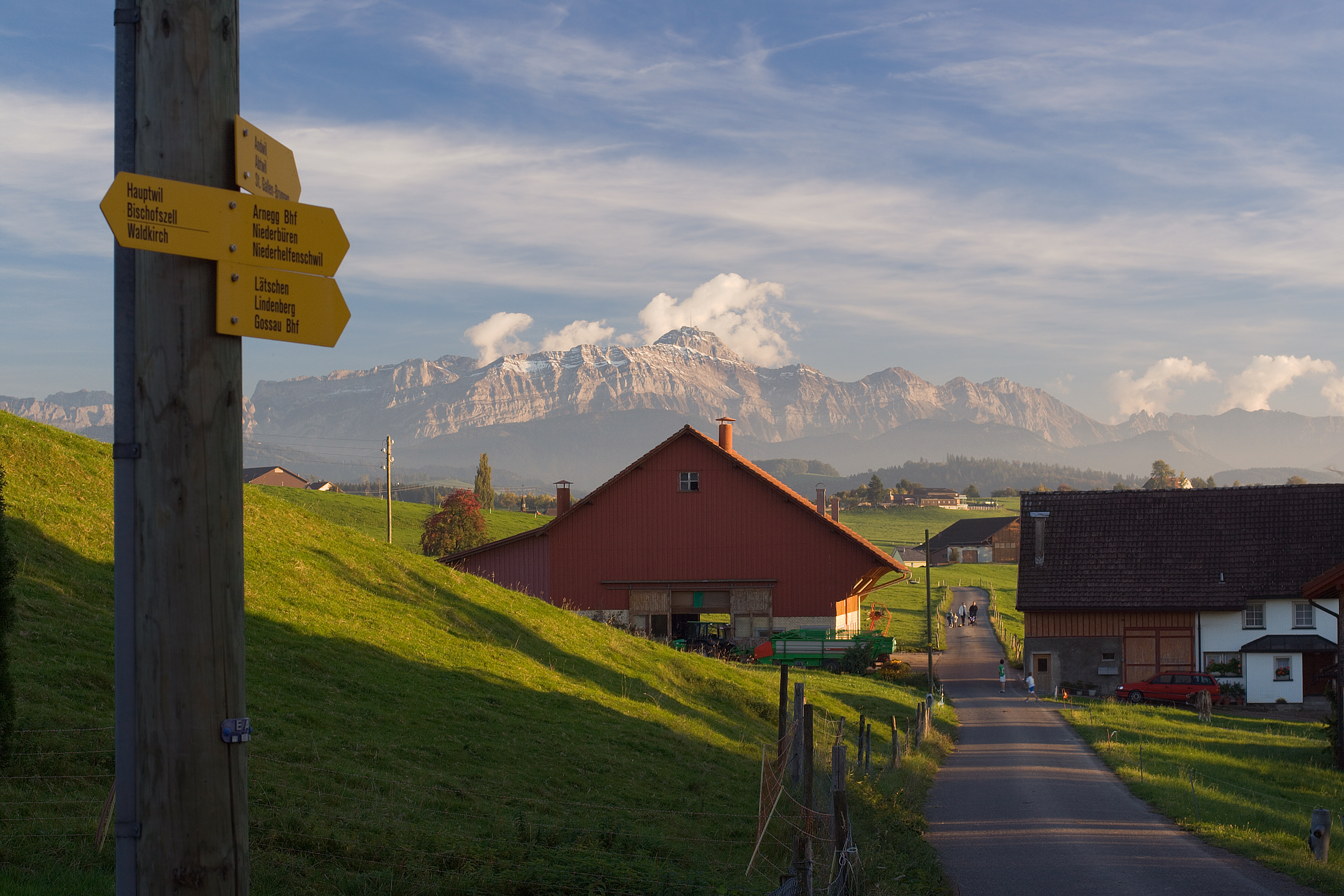
Der Säntis von Andwil gesehen
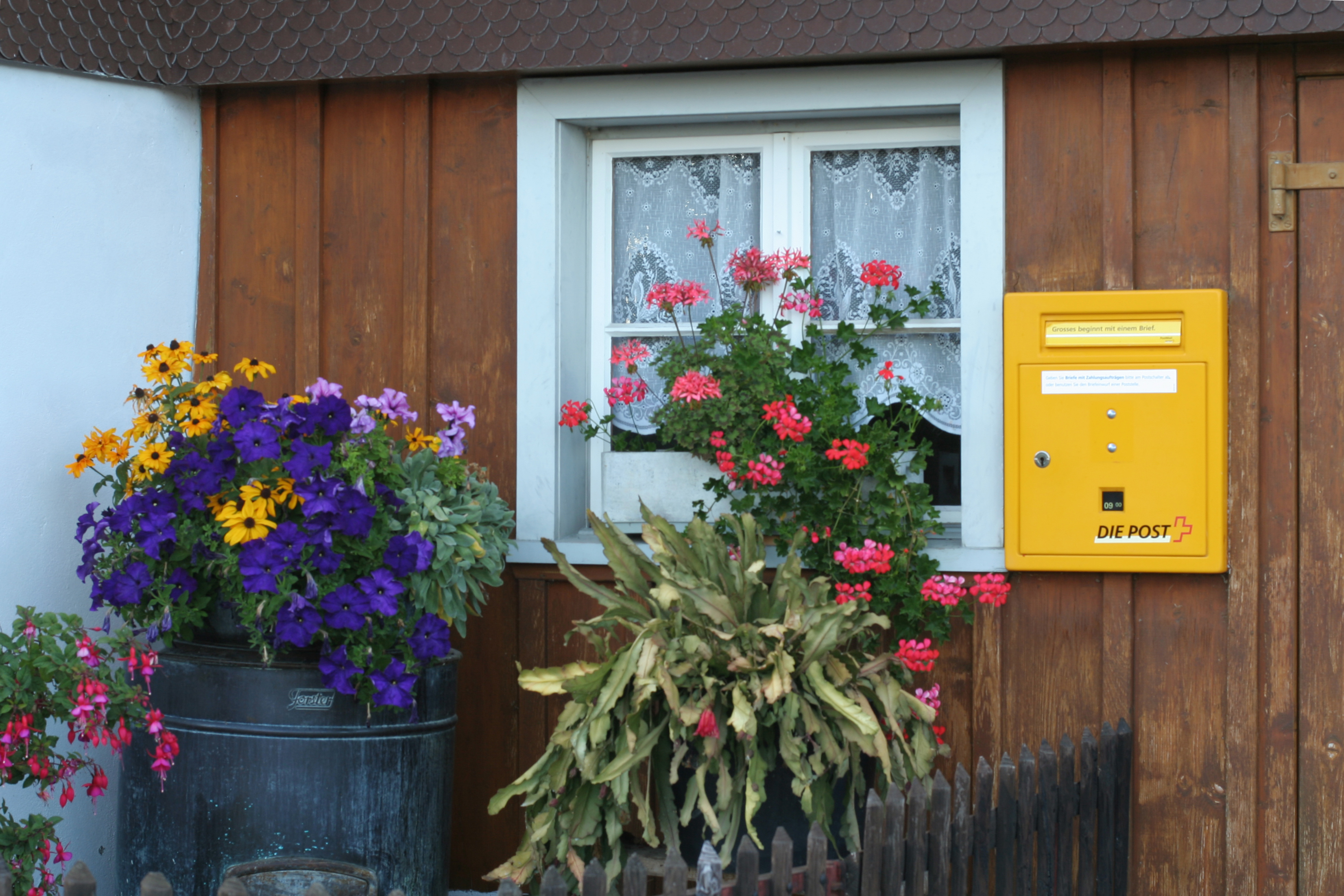
Service Public: Postidylle auf dem Lande